# ORP Wilk (292)
Pour les articles homonymes, voir ORP Wilk.
L'ORP Wilk est un sous-marin du projet 641 (en code OTAN : classe Foxtrot), construit en URSS. C’est le deuxième sous-marin polonais de ce nom. Le précédent était l’ORP Wilk (1931) construit en 1931, qui a servi pendant la Seconde Guerre mondiale.
Le navire a été initialement mis en service dans la marine soviétique en 1963, après quoi il a été loué à la Pologne. L’équipage polonais a pris possession du navire le 3 novembre 1987 à Riga. Le 10 décembre 1987 à Gdynia, il a reçu le nom ORP Wilk et le numéro de coque permanent 292. Vers 1992/1993. La Pologne a acheté le navire à la Russie. L’ORP Wilk a servi dans la marine polonaise de 1987 à 2003,,. Durant son service en Pologne, le Wilk a parcouru 47000 milles marins, dont 15000 en immersion, et effectué 626 plongées,.
Le dernier commandant du navire était le capitaine lieutenant Dariusz Larowski, qui l’a commandé pendant les 4 dernières années de service du navire.
Après des tentatives infructueuses de vente à l’étranger, le 26 avril 2005, le Wilk a été remorqué jusqu’à Gdańsk, puis découpé et vendu à la ferraille dans l’ancien chantier naval de Gdańsk.